# Direct Hits (album, The Who)
Direct Hits je první britské kompilační album The Who. Sestává ze singlů, stran B a albových skladeb původně nahraných pro Reaction Records a Track Records mezi lety 1966 a 1968. Původní britské vydání bylo v mono i stereo verzi.

## Seznam skladeb
Autorem všech skladeb je Pete Townshend, pokud není uvedeno jinak.
Strana 1
1. "Bucket T" (Altfield, Christian, Torrence) – 2:08
2. "I'm a Boy" – 2:36
3. "Pictures of Lily" – 2:43
4. "Doctor! Doctor!" (John Entwistle) – 2:53
5. "I Can See for Miles" – 3:55
6. "Substitute" – 3:47

Strana 2
1. "Happy Jack" – 2:11
2. "The Last Time" (Mick Jagger, Keith Richards) – 2:50
3. "In the City" (Entwistle, Keith Moon) - 2:19
4. "Call Me Lightning" – 2:19
5. "Mary Anne with the Shaky Hand" – 2:05
6. "Dogs" – 3:03